# Chicuelo II
Manuel Jiménez Díaz, conocido profesionalmente como Chicuelo II (Iniesta, 16 de junio de 1929- Montego Bay, Jamaica, 21 de enero de 1960), fue un matador de toros español.

## Carrera
Nacido en Iniesta, creció en Albacete, donde debutó en 1950. La presentación en la plaza de toros de las Ventas (Madrid) tuvo lugar el 12 de julio de 1953. Tomó la alternativa en la plaza de toros de Valencia el 24 de octubre de 1953 con Domingo Ortega como padrino y Dámaso Gómez Díaz como testigo. El toro de la alternativa fue Palomito de la ganadería de Pilar Sánchez Cobaleda.
Confirmó alternativa en la plaza de toros Monumental de México e hizo lo propio en Las Ventas en 1954, donde cortó cuatro orejas. Fue conocido por su temeridad en los ruedos. Murió en un accidente de avión en Bahía de Montego en Jamaica en 1960.
Durante una corrida de toros en Nimes (Francia) provocó tal entusiasmo entre un grupo de jóvenes músicos aficionados que llamaron a su banda Peña Chicuelo II. Sus sucesores continúan proporcionando la parte musical de la mayoría de las corridas de toros del sudeste de Francia.[cita requerida]

## Reconocimientos
En los aledaños de la plaza de toros de Albacete cuenta con una escultura que le rinde homenaje, el monumento a Chicuelo II.